# Eileen Gray (Sportfunktionärin)
Eileen Gray, MBE, CBE, (* 25. April 1920 in Bermondsey, London; † 20. Mai 2015 in Dulwich, London) war eine britische Radsportlerin und Sportfunktionärin.

## Sportliche Laufbahn
Während des Zweiten Weltkriegs fuhr Eileen Gray, die in Dulwich aufwuchs, mit einem alten Fahrrad täglich rund 15 Meilen zur Arbeit in einer Maschinenfabrik in Wembley, da die Eisenbahnverbindungen durch die Luftangriffe der deutschen Luftwaffe unterbrochen waren. Später berichtete sie, sie sei zunächst „ein schüchternes Mäuschen“ gewesen. Durch die Fahrten mit dem Fahrrad sei sie aber selbstbewusster geworden, da sie sich unterwegs frei und unabhängig gefühlt habe, obwohl die Straßen, durch die sie fuhr, durch die Bombenangriffe zerstört waren.
Gray trat dem Apollo Cycling Club bei, dem einzigen Fahrradclub in ihrer Nähe, der auch Frauen aufnahm. 1946 wurde Eileen Gray zusammen mit zwei anderen britischen Fahrerinnen, Stella Farrell und Joan Simmons, zu einem Bahnmeeting auf die Radrennbahn im dänischen Ordrup eingeladen. Vor Ort stellte sich heraus, dass die dänischen Frauen, gegen die ein Wettbewerb ausgetragen werden sollte, keine Sportlerinnen, sondern Artistinnen waren, die im Rahmen ihrer Auftritte auch Fahrrad fuhren. Die britischen Frauen gewannen den Wettkampf, allerdings gab es keine Medaillen oder Urkunden.

## Engagement als Funktionärin
Die Erfahrung in Kopenhagen brachte Eileen Gray dazu, sich für den Frauenradrennsport als anerkannten Sport einzusetzen. Zwar hörte sie selbst 1947 nach der Geburt ihres Sohnes mit dem aktiven Radsport auf, aber sie begann, sich als Funktionärin zu engagieren. 1949 gründete sie die Women’s Track Racing Association (WTRA)  und 1956 die Women’s Cycle Racing Association. 1955 errang sie einen Erfolg, als sie erreichte, dass der Weltradsportverband UCI künftig auch Rekorde von weiblichen Sportlern anerkannte. Kurz danach organisierte die WTRA einen Wettbewerb auf der Radrennbahn Herne Hill, bei dem Daisy Franks den ersten offiziell anerkannten Weltrekord (38,40 Sekunden über 500 Meter, fliegender Start) aufstellte. Ihr Mann Wally, selbst ehemaliger Radsportler, unterstützte sie bei ihren Bemühungen, organisierte Radrennen für Frauen und managte die Radrennbahn Herne Hill, in deren Nähe die Familie Gray lebte.
Es folgte eine Einladung der britischen Frauenmannschaft zu einem dreitägigen Etappenrennen nach Roanne in Frankreich. Gray begleitete die Sportlerinnen als Teammanagerin. Die Medienresonanz in Frankreich war so groß, dass der Radsportjournalist und -organisator Jean Leulliot beschloss, eine erste Tour de France Féminin zu veranstalten. Ebenfalls in Frankreich fanden 1958 die ersten Radweltmeisterschaften statt, an denen auch Frauen teilnahmen.
Eileen Gray und ihre Mannschaft wurden jedoch auch mit Feindseligkeiten aus den eigenen Reihen konfrontiert, so etwa von Weltmeister Reg Harris, der erreichte, dass die Frauen auf einer bestimmten Radrennbahn nicht fahren durften, und der Gray als „ziemliche Plage“ bezeichnete. Als die Frauen einmal an einem Wettkampf in Leipzig teilnahmen (wahrscheinlich handelte es sich um die UCI-Straßen-Weltmeisterschaften 1960), nahm ein männlicher Kollege, der früher abreiste, absichtlich alle ihre Ersatzreifen und -schläuche mit, obwohl die Frauen diese Teile selbst erstanden hatten. Für diese Aktion wurde er von anderen Männern im Verband beklatscht, was Eileen Gray bis ins hohe Alter wurmte, wie sie in einem Interview berichtete. Trotz dieser Widrigkeiten kehrten die britischen Radsportlerinnen mit mehreren Medaillen nach Hause zurück.
Von 1976 bis 1986 war Eileen Gray Präsidentin der British Cycling Federation (heute British Cycling). Sie wohnte insgesamt 16 Olympischen Spielen bei, seit 1988 als Vize-Präsidentin der British Olympic Association. Sie setzte sich erfolgreich dafür ein, dass Frauenradsport ab 1984 zum Programm der Olympischen Spiele gehörte. 1991 wurde sie in das Golden Book of Cycling aufgenommen. Im Jahr darauf betreute sie die britischen Nationalteams bei den Olympischen Winterspielen in Albertville sowie bei den Sommerspielen in Barcelona. 1976 war sie maßgeblich an der Gründung der London Youth Games beteiligt und saß mehr als 30 Jahre im Vorstand, bis sie Ehrenpräsidentin der Spiele wurde. 2010 wurde Eileen Gray in die British Cycling Hall of Fame aufgenommen. Zwei Jahre später – sie war inzwischen 92 Jahre alt – gehörte sie zu den Fackelträgern der Olympischen Spiele in London, 64 Jahre nach ihrem ersten Besuch von Olympischen Spielen, 1948 in derselben Stadt.

## Weitere Ämter
Von 1982 bis 1988 war Gray als Mitglied der Conservatives Ratsfrau im Royal Borough of Kingston upon Thames sowie ab Mai 1990 für ein Jahr Bürgermeisterin. 50 Jahre lang war sie Mitglied der Freimaurerloge Honourable Fraternity of Ancient Masons und zuletzt Past Most Worshipful the Grand Master.